# Második marokkói válság

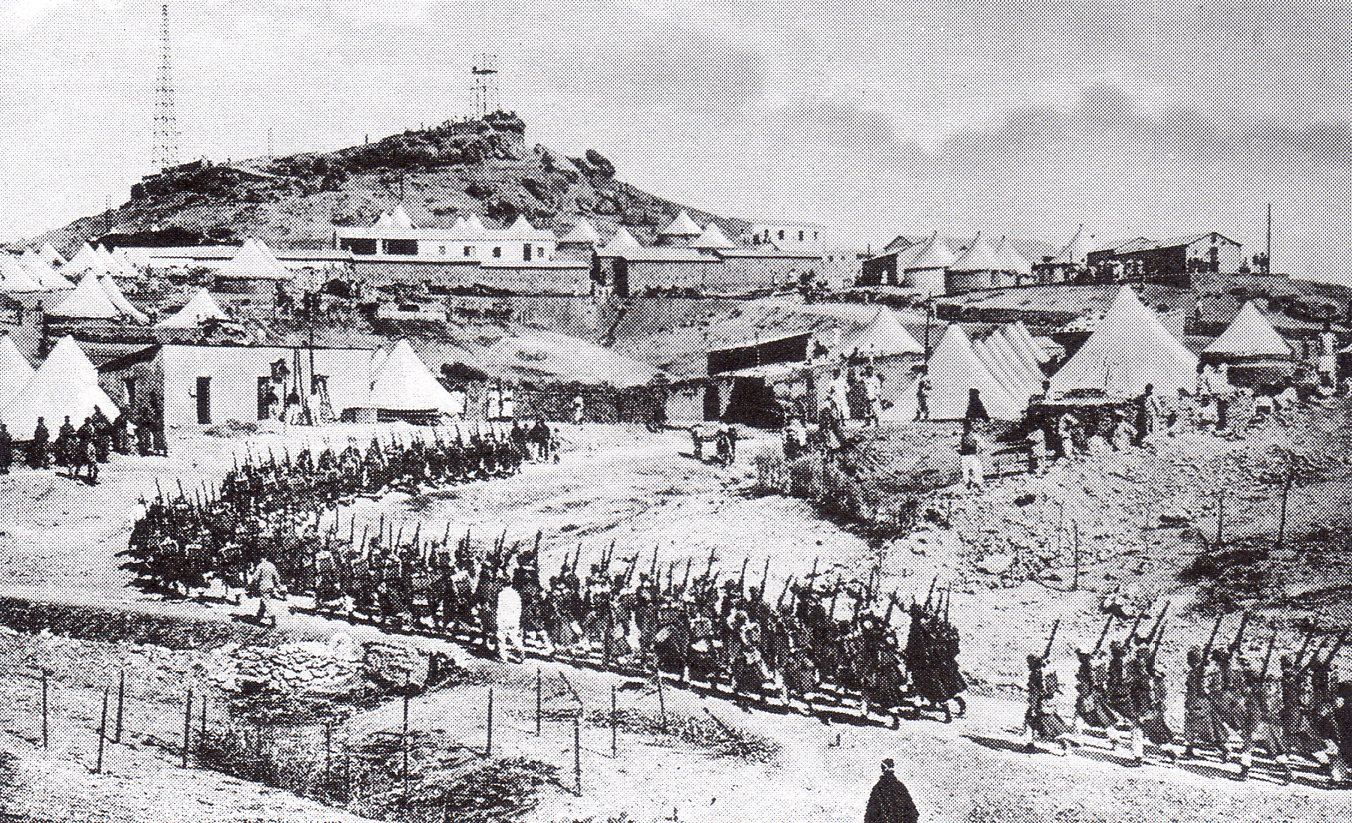
Francia intervenciós csapatok egy csoportja a sátortáborába vonul (1912. március 30.)

A második marokkói válságot (avagy agadiri válságot) a Marokkó helyzete körüli német-francia érdekellentét váltotta ki 1911 áprilisában és az év novemberéig tartott. Franciaország a nemzetközi szerződésekben garantált függetlenségű ország megszállására és gyarmatosítására törekedett, ami Németország gazdasági érdekeit sértette és ezért jelentős területi kompenzációkat remélt Franciaországtól Közép-Afrikában. A francia megszállás idején a német vezetés a Kamerun felől Németországba tartó Panther ágyúnaszádot a megszálló csapatoktól távol délre eső Agadir kikötőjében való kikötésre utasította, hogy ezzel jelezze a még meglévő német jelenlétet az országban és nyomatékot adjon az annexióért elvárt kompenzációs követeléseknek. Később két másik német hadihajó is kikötött itt, anélkül, hogy a parton bármiféle vállalkozásba kezdtek volna.
Nagy-Britannia – tévesen – attól tartott, hogy a németek el akarják foglalni a kikötőt és haditengerészeti támaszponttá akarják kiépíteni, amivel Gibraltárnak ellenpólust létrehozva veszélyeztethetnék a Közel-Keletre és Nyugat-Afrikába tartó kereskedelmi útvonalaikat, ezért Franciaország mellett foglalt állást. A válság a német lépés után „agadiri párducugrás” (röviden párducugrás) néven is ismertté vált. A krízist a novemberben megkötött Marokkó–Kongó-szerződéssel sikerült rendezni.
A Közép-Afrikában nyújtott francia területi kompenzációt a német közvélemény nagy része nem tartotta megfelelőnek és ez tovább szította a háborúpárti hangulatot.

## Előzmények
1880 és 1914 között a gyarmatosító hatalmak között verseny zajlott Afrika területeinek megszerzéséért és a huszadik század elejére már csak néhány ország számított független államnak a kontinensen. Marokkó függetlenségét az 1880-as madridi konvenció garantálta, egyenlő jogokat biztosítva a külföldi befektetők számára. Az Oszmán Birodalom felosztása után a Marokkói szultánság eddig meg tudta őrizni függetlenségét, de Algéria gyarmatosítása után egyre inkább francia nyomás alá került, emellett a francia és a német fegyvergyárak rivalizáltak egymással a gazdag fémlelőhelyek koncesszióinak megszerzéséért és versengtek az ehhez kapcsolódó fegyverkereskedelemben. Franciaország azonban a konvenció ellenére igyekezett gyarmattá tenni a területet, ami az első marokkói válsághoz vezetett 1905-ben. A válságot lezáró algecirasi konferencián Németországnak nem sikerült elérnie, hogy Marokkónak Kínáéhoz hasonló félgyarmati státusza legyen és bár a szabad kereskedelmet megerősítették, az ország bankrendszere és rendőri szervei francia–spanyol felügyelet alá kerültek.
Az első marokkói válság után a német vezetőség tudomásul vette, hogy Marokkó döntően francia befolyás alá fog kerülni. A császár 1908. október 6-án a marokkói belharcok miatti kisebb francia–német ellentéteket és a boszniai annexiós válságot követően a következőket vetette papírra:
„A nyomorult Marokkó-affért le kell zárni, gyorsan és véglegesen… Nincs mit tenni, francia lesz úgyis; szóval tisztességgel ki kell szállni az afférból, hogy a Franciaországgal való súrlódásainkat félretegyük (…)”
Ugyanakkor a német nacionalisták egy része, akik az Alldeutscher Verbandban (Össznémet Szövetség) tömörültek, már régóta követelték egy agresszív külpolitika folytatását gyarmati területek megszerzéséhez Marokkóban. Elképzeléseikben a marokkói érclelőhelyek kiaknázásában érdekelt üzleti körök is támogatták őket. Különösen tevékenynek bizonyultak a Mannesmann-fivérek, akik igyekeztek részt venni a marokkói fémek kitermelésében. Bár a részesedésük nem volt jelentős, az Alldeutscher Verbanddal együtt fellépve komoly hangjuk volt.
Marokkóban a német–francia együttműködés egy ideig tűrhető volt. Néhány német cég, mint a Krupp és a Thyssen tagjai voltak a francia Union des Mines bányásztársaságnak is. Idővel azonban a franciák bejelentették, hogy a tervezett vasútépítéseket monopolizálják, mivel katonai és nem gazdasági célra építik őket, így a gazdasági egyenlőséget itt nem vehetik figyelembe.

## A válság

### A marokkói felkelés

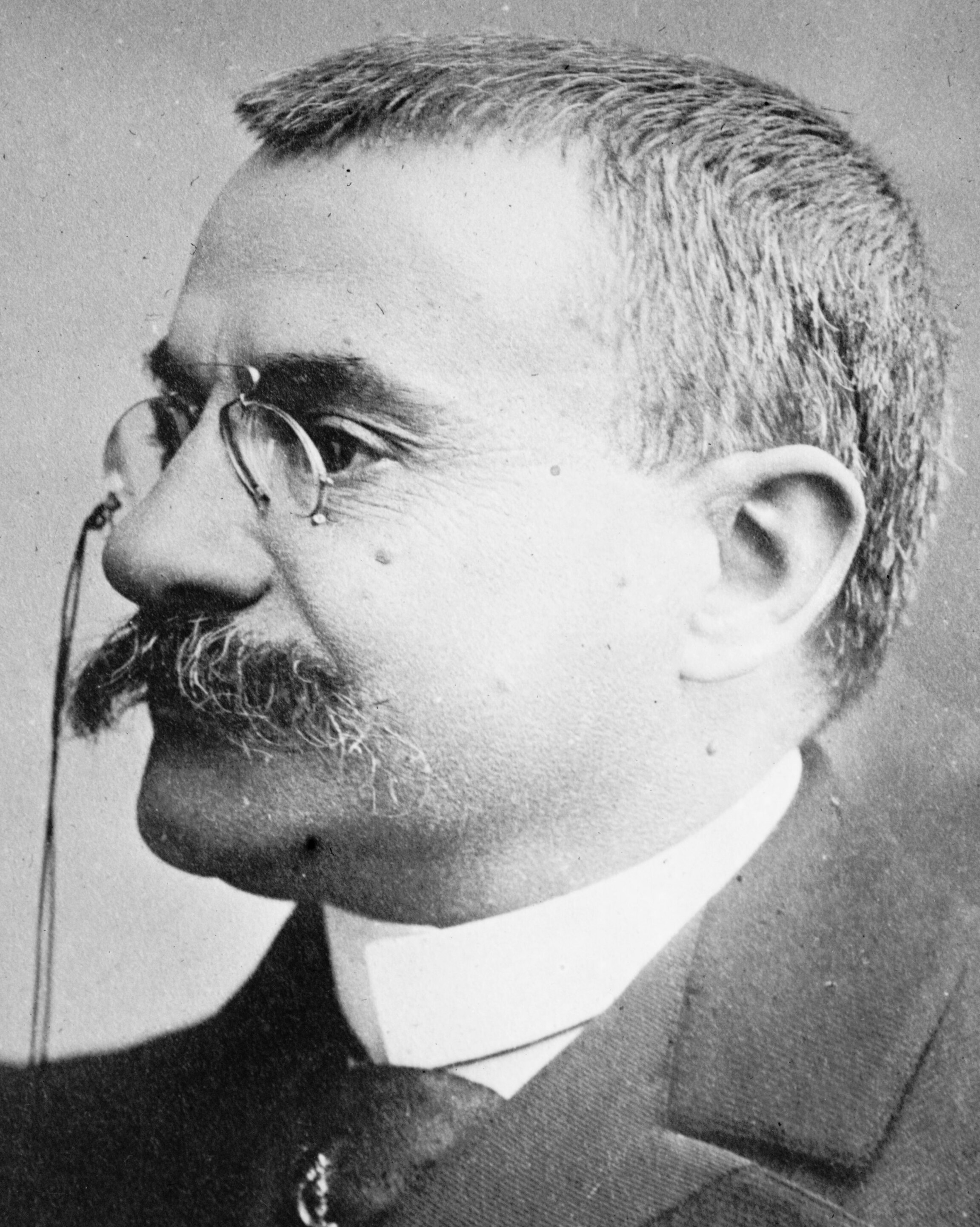
Théophile Delcassé

1911 márciusában Franciaországban új kormány alakult, melynek tengerészeti miniszterként tagja lett Théophile Delcassé, aki korábban külügyminiszterként tevékenykedett és a gyarmatosítási tervei 1905-ben az első marokkói válsághoz vezettek. Bár kifelé jelezték, hogy kinevezése nem lesz befolyással a nemzetközi kapcsolatokra, több jel is arra utalt, hogy kihatással van a kabinetben lévő kollégáira. Röviddel a kormányváltás után a berlini francia nagykövet, Jules Cambon jelezte, hogy a Fezben, a marokkói szultán székhelyén kitört zavargások Franciaországot az európai polgárok védelmében való fellépésre sarkallhatják. 1911 elején ugyanis lázadás tört ki Marokkóban Abd-al Hafid szultán hatalma ellen. A felkelők április elején már a Fezben lévő palotáját ostromolták. Kiderlen-Waechter a francia követ Jules Cambonnal való találkozásait a következőképp írta el áprilisban:
„… a franciák meg akarták szállni Marokkót, azt mondták, meg kell szállniuk a kikötőt [Rabatét], hogy eljuthassanak Fezbe, meg akarták szerezni Fezt. Cambon egy ravasz követ, egy nap háromszor is felkeresett. De én nem engedtem, azt mondtam neki, remélhetőleg lesz egy olyan jó hazafi, aki Mogadorban hagyja magát meggyilkolni, utána megszálljuk Mogadort. Ez volt rá a legnagyobb hatással.”
Válaszában Kiderlen-Waechter jelezte, hogy Casablanca után egy újabb fontos kikötő megszállását a német közvélekedés az algecirasi akta megsértésének fog tekinteni. Berlinben és másutt is észlelték a franciák „békés behatolási” politikájából (pénétration pacifique) az erőszakos megszállásba való váltást. Május 15-én kapta meg a német kormány a hivatalos értesítést Párizstól, miszerint Franciaországnak Fez megszállása mellett kellett döntenie, de ez az okkupáció csak a feltétlenül szükséges ideig fog tartani.
Április végén francia csapatok vonultak be az országba és 1911. május 21-én Charles Moinier tábornok vezetésével megszállták Fezt és Rabatot. A lépést Párizsban azzal magyarázták, hogy Abd-al Hafid szultán hívására érkeztek a felkelő törzsek leverésére. A francia magyarázat szerint az intervencióval egy polgárháború kitörését igyekeztek megakadályozni és a szultán hatalmát megerősíteni. A francia csapatok bevonulásakor azonban a szultán tagadta, hogy katonai segítséget kért volna és hangsúlyozta, hogy továbbra is tartja magát az algecirasi aktához, azaz kitart országa függetlensége mellett. Ugyanakkor meg is köszönte az ellene irányuló felkelés leveréséhez nyújtott támogatást.
A francia intervenció miatt Spanyolország is riadókészültségbe helyezte a csapatait, mivel Franciaországnak a szomszédos országban való katonai jelenlétével a saját érdekeit vélte veszélyben forogni. A spanyolok június 8-án megszállták Larache-t és június 11-én Alcazarquivirt az ország északi részén.
A brit kormányzat igyekezett visszatartani Franciaországot az elhamarkodott lépésektől és lebeszélni csapatok Fezbe küldéséről, de nem járt sikerrel. Áprilisban Edward Grey külügyminiszter a következőket írta: „amit a franciák terveznek nem egy bölcs dolog, de a megegyezésünk értelmében nem avatkozhatunk közbe.” Grey úgy érezte, hogy keze meg van kötve és támogatnia kell Franciaországot.

### Német reakciók az intervencióra

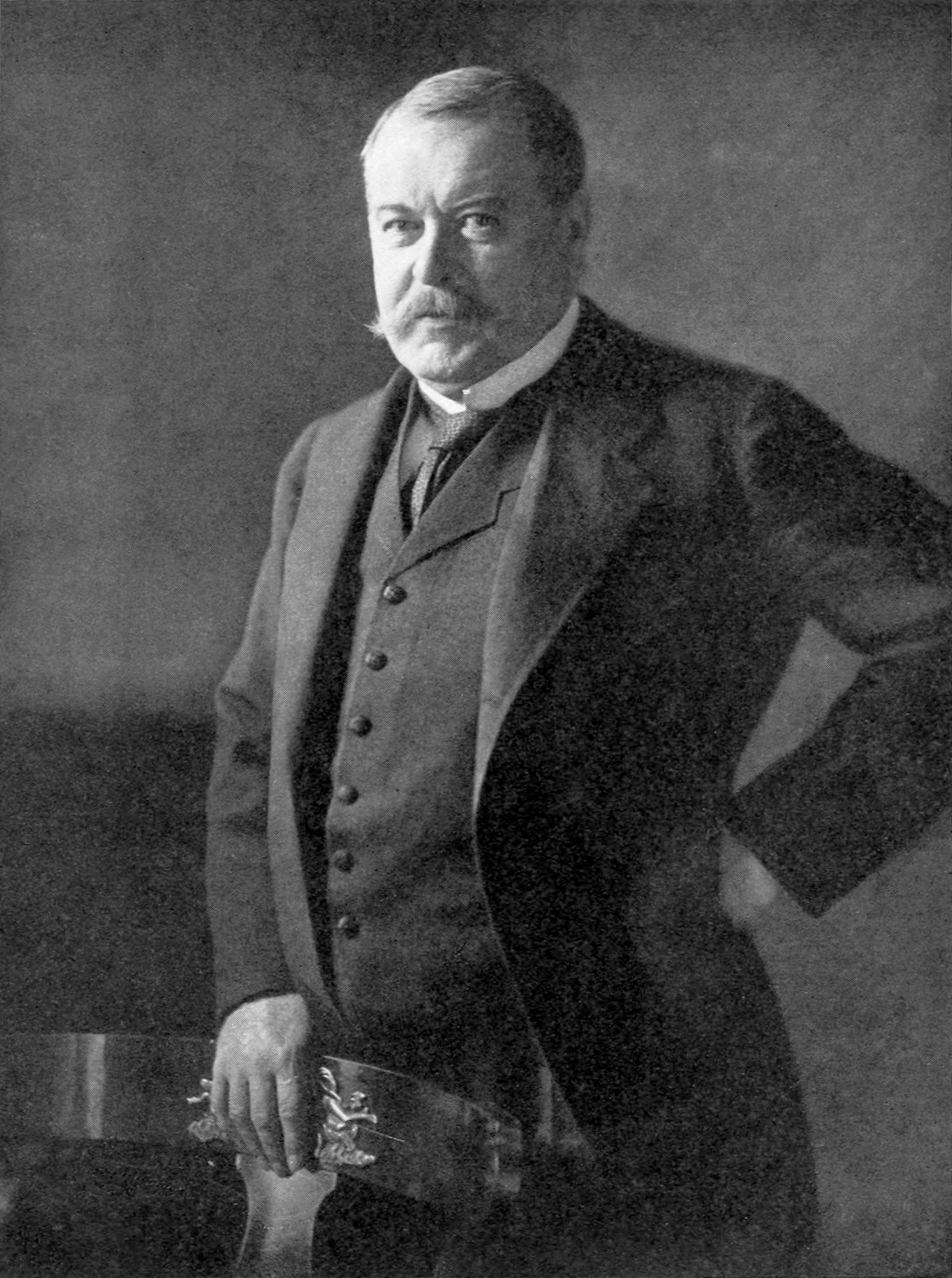
Alfred von Kiderlen-Waechter

Németországban a francia beavatkozás bizonyos körökben súlyos aggodalmat okozott. Emil Kirdorf, a Gelsenkirchener Bergwerks AG vezérigazgatója és a Rheinisch-Westfälische Kohle-Syndikat felügyelőbizottságának elnöke, a legbefolyásosabb Ruhr-vidéki iparmágnás 1911 májusában (az intervenció idején) egy interjú során a következőket nyilatkozta: 
„Mi lesz akkor, ha a mi hazai ércbányáink kimerülnek? Maga és én talán még nem érjük meg, de eljön majd a pillanat! És az ipar, mely ettől az érctől függ, a mai politikánk által halálra van ítélve. A marokkói érckészletekből való részesedés számára létkérdés. Sajnos a mi diplomáciánk … nincs abban a helyzetben, hogy felfogja az érdekeinket. Tart a ’rosszkedvtől’, amivel fogadhatják ...”
Április 23-án a vele baráti kapcsolatban lévő Karl von Weizsäcker württembergi miniszterelnök feljegyzései szerint Kiderlen-Waechter „kigondolta, hogy egy német hadihajót kellene a marokkói partokhoz küldeni … Emlékeztetni kell a franciákat arra, hogy Németország még jelen van.”
Május 3-án Kiderlen-Waechter a császárnak és Bethmann-Hollweg kancellárnak egy írást nyújtott be, melyben a tervezett eljárást vázolta. Abból indult ki, hogy a franciák a közeljövőben megszállják Fezt. Németország ezután hivatkozhat arra, hogy a nemzetközi egyezményben foglaltak „erőszakos fikció esetén” sérülnek; végtére is „egy szultánt, aki csak francia csapatok segítségével tud kormányozni, nem lehet az algecirasi aktában említett önálló, szuverén uralkodóként elismerni.”
Így Németországnak ismét szabad cselekvési szabadsága lenne és ezt felhasználhatná a dél-marokkói Agadir és Mogador kikötők zálogként való megszállásához. „Egy ilyen záloggal a kezünkben nyugodtan nézhetnénk az események további alakulását Marokkóban és kivárhatnánk, hogy Franciaország a megfelelő kompenzációt nyújtja-e a gyarmati területeiből, amelyekért cserébe mi elhagynánk a két kikötőt.” Németország nem Marokkót vagy marokkói területeket kívánt megszerezni, hanem Agadirral Franciaországot arra igyekezett rákényszeríteni, hogy más területeiből értékes részeket adjon át Németországnak kompenzációként.
Az irat a következő sorokkal zárult: „A közvéleményünk az egy szociáldemokrata párt kivételével súlyos szemrehányásokat tenne a császári kormányzatnak, ha hagynánk Marokkóban egyszerűen a dolgokat történni, míg másrészről biztosra lehet venni, hogy a gyakorlatias eredmények egyes elégedetlen szavazókat áthangolják és a közelgő birodalmi választásokat talán nem is csekély mértékben befolyásolnák.” Kiderlen így az agresszív külpolitikai fellépéssel próbált befolyással lenni a hazai viszonyokra – a politikában nem szokatlan módon – és pár nappal később Kiderlen Weizsäckerrel bizalmasan közölte, hogy néma örömmel figyeli a franciák eljárását.

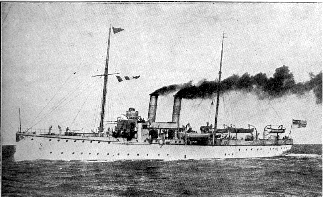
A Panther ágyúnaszád

Vilmos császár nem akart súrlódásokat a franciákkal és számolt a britek közbelépésével is, ami véleménye szerint egy újabb marokkói válság kirobbanását eredményezte volna, így elzárkózott Kiderlen-Waechter tervei elől. A külügyminiszter azonban kihasználta a Kieler Wochét és a regatta során eufórikus hangulatban lévő császárral közölte, hogy lényegében már megegyezett Cambonnal a szerződésről, már csak egy kisebb nyomásgyakorlásra lenne szükség a valamivel kedvezőbb feltételek eléréséhez. A császár, aki a számára kevésbé szimpatikus miniszterétől az északi hajóútja előtt hamar meg akart szabadulni, engedélyezte a nagyjavításra Kamerunból Németországba visszarendelt Panther ágyúnaszádnak evégett az Agadirban való kikötést.
Kiderlen-Waechter az Alldeutscher Verband elnökét, a mainzi ügyvéd Heinrich Claßt arra bátorította, hogy a szervezete erős követelésekkel lépjen fel a nyilvánosság előtt, így a külügyminisztérium és a nemzeti egyesületek között egyfajta munkamegosztás jönne létre. Kiderlen-Waechter a felfokozott közhangulatot igyekezett volna felhasználni a tárgyalások során, amit így fogalmazott meg: „Akkor majd azt mondhatom, hogy: igen, én békülékeny vagyok, de a közvéleményt is figyelembe kell vennem.”

### „Párducugrás”
Július 1-én 12:00-kor a német követek az Algeciras-aktát aláíró országoknak jegyzéket nyújtottak át, melyben egy német hadihajó Agadir kikötőjébe való érkezését tudatták. A lépést azzal indokolták, hogy a Marokkó déli részén, főként Agadir környékén lévő német cégek nyugtalanok az ottani törzsek forrongásai miatt és ezért a császári kormányzattól kértek védelmet a személyi és vagyoni biztonságuk érdekében. Az említett hadihajó a SMS Panther ágyúnaszád volt, mely több éves szolgálat után Kamerunból hajózott felfelé Nyugat-Afrika partjai mentén. Agadirba már a jegyzékek átnyújtásának napján, július 1-én megérkezett. Itt hamarosan csatlakozott hozzá a Kielből felváltására küldött SMS Berlin könnyűcirkáló (július 4.) és a szintén Kamerun felől érkező SMS Eber ágyúnaszád is. A hajók egymást váltva őrködtek a dél-marokkói kikötő előtt, miközben Tenerifére jártak át készleteiket feltölteni.
A valóságban a külügyminisztériumhoz már június 21-én érkezett ilyen értelmű kérvény a német cégektől. Ezt a kérelmet a külügyminisztériumnál fogalmazták meg előzőleg, majd pedig néhány cég (köztük a Mannesmann) aláírta a papírt. A privát érdekek védelmében benyújtott kérvények nem számítottak újdonságnak, azonban ez az eset annyiban számított rendkívülinek, hogy a beavatottak mindegyike tisztában volt azzal, Agadir nem számít nyílt kikötőnek, így egyetlen külföldi cég sem telepedhetett meg és a biztonsági kockázatok miatt korábban is csak nagyon kevés német állampolgár fordult meg itt.
1911 januárjában a Mannesmann egyik hosszú hajat és szakállt növesztett munkatársa, Rudolf Wagner szent embernek álcázva magát az Agadir mögött fekvő Sus településre kelt útra. Steinwachs bányamérnök szeptemberben berber nőnek öltözve indult útnak. Hermann Wilberg, 110 km-t utazott délnek, hogy három nappal a Panther után érkezve „megmentesse” magát.
A sajtóban „párducugrásként” (Panthersprung) emlegetett esemény a német közvéleménytől lelkes fogadtatást kapott. A konzervatív Kreuzzeitung szerint a hír Párizsban úgy hatott, „mint tűz a hangyabolyban… Németországban azonban az egész nép megkönnyebbült. Mintha csak egy rossz álom múlt volna el …” Az Alldeutscher Verbandhoz közel álló Rheinisch-Westfälische Zeitung így írt: „Végre egy tett, egy felszabadító tett, mely a legkeserűbb kedvetlenséget is el kell oszlassa német földön … Agadir előtt van egy német hadihajó. A felosztás felőli megegyezés lehetősége még előttük [a franciák előtt] van. Ha ezt nem akarják, akkor a Panthernek az emsi táviratként kell hatnia”.
A liberális Vossische Zeitung gratulált a német diplomáciának a „jól sikerült meglepetéshez”, mely „céltudatos energiáról” tanúskodott. Az újság szerint mások által teremtett körülmények kényszerítették a német kormányzatot „egy messze elhangzó lépéssel” az arénába való belépésre. Claß írt egy brosúrát „West-Marokko deutsch!” („Nyugat-Marokkó német!”) címmel, amit több tízezres példányszámban nyomtattak ki a Mannesmann támogatásának köszönhetően. Az egyházak is helyeselték a lépést.
A baloldali liberális köröknél és a szociáldemokratáknál a kormányzat lépését kritikával illették. A szociáldemokrata Vorwärts újság ellenezte a fellépést, mint írták: „Marokkó nem éri meg egyetlen francia vagy egyetlen német munkás csontját sem.”
Míg a hangulatot így felszították, a külügyminisztériumnál a valós stratégiai célra koncentráltak: minél kedvezőbb kompenzációk elérésére Közép-Afrikában. A kontinensen elszórtan elhelyezkedő gyarmatokat (Kamerun, Német Délnyugat-Afrika, Német Kelet-Afrika illetve Togo) igyekeztek kisebb területi nyereségek révén összekötni és így a kontinens középső-déli részén egy összefüggő, nagy német fennhatóság alatt lévő területet kialakítani. A meglévő gyarmatokhoz elővásárlási jogok megszerzése révén csatolták volna hozzá a portugál gyarmatokat (Mozambik, Angola) illetve Belga Kongót. Ezen nyugati illetve keleti parton lévő részek összeköttetéséhez lett volna szükség egy összekötő hídra, melyhez az első lépés Francia Kongó egyes részeinek megszerzése lett volna. Ez a német terv keresztezte a britek észak-déli irányú terjeszkedését (Kairó–Fokváros).
Július 15-én Kiderlen jelezte Cambon követnek, hogy Németország egész Francia Kongót kéri kárpótlásul, aki azonban elzárkózva közölte, hogy még egy csekély nagyságú terület átadása is nagy ellenkezést váltana ki Párizsban. Mikor Vilmosnak átnyújtottak egy a tárgyalások alakulásáról szóló értesítést, a császár ledöbbent annak tartalmán. A Hohenzollern nevű yachtjával azonnal visszafordult és táviratot küldött Bethmann-Hollwegnek, miszerint távollétében nem szabad fenyegetőleg fellépni Franciaországgal szemben. Cambon a tárgyalásokon megkönnyebbülve vette tudomásul, hogy Németországnak nincsenek területi igényei Marokkóban. Kiderlen úgy vélte, hogy a német követelésnek súlyt kell adni, ez elől a császár a britek közbeavatkozásától tartva azonban elzárkózott. A császár ingadozását látva Kiderlen a lemondását helyezte kilátásba. Érveit így foglalta össze:
„A franciák belátják, hogy gyarmati területeket kell biztosítaniuk kompenzációként. Annyira kis területet akarnak átadni, amennyire csak lehet … Elfogadható ajánlatot csak akkor fognak tenni, ha teljes mértékben meg vannak róla győződve, hogy mi máskülönben a legvégsőkig elszántak vagyunk. Ha ezt mi nem dokumentáljuk, akkor a marokkói kivonulásért cserébe nem kapunk olyan megfelelő kárpótlást, amit egy német államférfi a német nép előtt meg tudna védeni … Meg kell szereznünk az egész Francia Kongót – ez az utolsó lehetőség valami hasznos megszerzésére Afrikában harc nélkül. Még a kaucsukban és elefántcsontban oly gazdag részei Kongónak sem használnak nekünk; el kell jutnunk Belga Kongóig, hogy mi is részt vehessünk, ha ez egyszer felosztásra kerül és amíg ez a képződmény létezik, rajta keresztül megszerezzük [Német] Kelet-Afrikához az összeköttetést. Minden más megoldás számunkra vereséget jelent, amit mi csak szilárd eltökéltséggel kerülhetünk el.”
Ellentétben a császárral Kiderlen nem számolt Nagy-Britannia esetleges beavatkozásával a konfliktusba – vagy legalábbis nem tulajdonított volna neki jelentőségét – és nem is vette fel a kapcsolatot Londonnal előzetes egyeztetések végett.

### Brit reakció

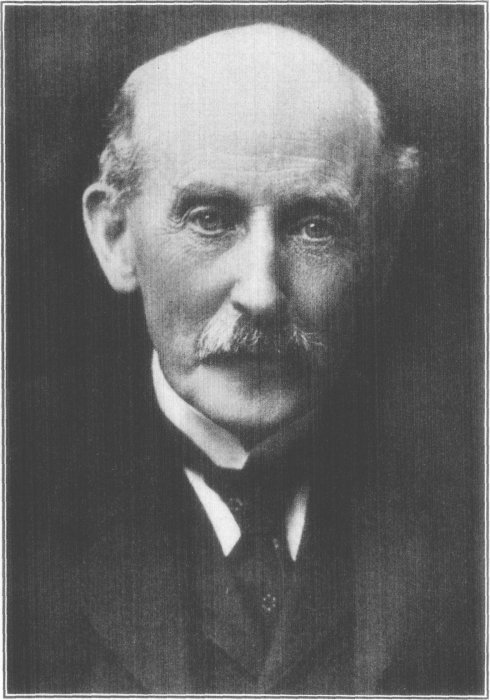
Arthur Nicolson

A német hadihajó Agadirba való küldéséről szóló, még július 1-ei értesítés meglepte ugyan Cambont, de különösebb jelentőséget nem tulajdonított neki, mint ahogy a francia sajtó sem az első napokban. A hír Szentpétervárott és Rómában sem keltett feltűnést. Csak a brit állandó külügyminiszter helyettes, Arthur Nicolson jegyezte meg, hogy Agadir nem nyílt kikötő és feltette a kérdést, hogy Németország szándékozik-e ott csapatokat partra tenni, amit Paul Metternich londoni német követ még nem tudott megválaszolni és Kiderlen-Waechter sem adott erről hosszabb ideig értesítést.
Londonban arra a következtetésre jutottak, hogy Németország célja nem marokkói jogok megszerzése vagy egy megfelelő gyarmati kompenzáció kivívása, hanem az európai erőviszonyok alapvető megváltoztatása. Eyre Crowe, a külügyminisztérium munkatársa és Edward Grey tanácsadója a következőképpen látta a helyzetet: „Németország a legnagyobb tétekkel játszik. Amennyiben a követeléseit a Kongó mentén vagy Marokkóban avagy mindkét helyen teljesítik, akkor az Franciaország végérvényes alávetését jelentené. … Végső soron arról van szó, hogy elfogadjuk-e a német agressziót vagy teljes erővel fellépünk-e ellene és ennek a következményét vállaljuk-e.” Arthur Nicolson államtitkár a brit inaktivitásban a következő veszélyeket látta:
„[Franciaország] nem bocsátaná meg nekünk soha, hogy cserben hagytuk és az egész hármas szövetség [itt Nagy-Britannia, Franciaország és Oroszország szövetsége] feloszlana. Ez azt jelentené, hogy kapnánk egy győzedelmes Németországot és egy barátságtalan Franciaországot illetve Oroszországot, aminek révén az 1904 óta folytatott, az erőegyensúly és ennek következtében az európai béke megtartására irányuló politikánk sikertelen lenne.”
Röviddel a Metternichnek feltett kérdések után Grey bejelentette, hogy új, kényes helyzet alakult ki, ami Nagy-Britanniát arra kényszeríti, hogy a saját érdekeit szem előtt tartva folytassa marokkói politikáját. Ezt július 4-én írásban is közölték. (Három nappal ezt követően a francia külügyminiszter jelezte tárgyalásra való készségét Berlinnek és a Párizsból visszatérő Cambon teljhatalmat kapott a kompenzációról való tárgyaláshoz, mely ekkor még kedvezően alakult, majd július 15-én, mikor Kiderlen Francia Kongó egészét követelte, már komolyabbak lettek az ellentétek.)
Július 21-én a londoni főpolgármester a Mansion House-ban megrendezte a City bankárai számára a szokásos éves ünnepi vacsoráját. Lloyd George itt felolvasta előre megírt beszédét, melynek fő mondanivalója a következő volt:
„Ha Nagy-Britanniával rosszul bánnak ott, ahol az érdekei alapvetően érintettek, mintha nem lenne a nemzetek tanácsának tagja, akkor határozottan azt kell mondanom, hogy az ilyen áron megszerzett béke elviselhetetlen megaláztatás lenne egy olyan nagy ország számára, mint a miénk.”
Bár a beszédben nem említette Németországot, a háborúval fenyegető felolvasásnak nyilvánvalóan németellenes üzenete volt. Míg az antant hatalmak a válság során összetartottak, addig Németország mellett ezúttal Ausztria-Magyarország sem állt ki.
Mivel a korábbi kérdésekre a német válasz csak Lloyd George beszéde után érkezett meg és a britek számára nem volt kellőképpen meggyőző, az egész világon azt a benyomást keltette, hogy Németország a brit fenyegetés elől tért ki (a Panther épp a beszéd napján hagyta el Agadirt, de a másik két hajó még maradt). A dolgok alakulása miatt Németországban is pofonként élték meg a történteket. A német közvélemény egy része Vilmos császárt gyávasággal vádolta, a megelőző háborút követelő politikusok pedig megerősödtek.
A britek próbamozgósítást hajtottak végre, szabadságolási tilalmat rendeltek el a katonaság számára, szenet vásároltak a flotta készleteinek feltöltésére, elrendelték a német hadihajók mozgásának megfigyelését az Északi-tengeren és még a létfontosságú délkelet-angliai vasúti hidakat illetve alagutakat is éjjel-nappal őriztették. A Royal Navy csatahajókat küldött Marokkóba arra az esetre, ha háború törne ki. A válság hatására Nagy-Britannia és Franciaország tengerészeti egyezményt kötött, ami szerint egy esetleges háború esetén előbbi az Északi-tengeren lép fel a német flotta ellen, védelmezve egyben a francia partokat is, míg utóbbi a Földközi-tengeren koncentrálja tengeri haderejét.
Németországban, ahol fegyveres konfliktussal nem számoltak, mély megbotránkozást keltettek Lloyd George szavai. A kormányzat nem adott nyilvános választ beszédére, hogy a helyzet további kiéleződését elkerüljék, Metternichen keresztül azonban éles tiltakozását közvetítette július 25-én. Még ezt megelőzően biztosították a briteket afelől, hogy német matrózok partra tételét csak a legvégső szükség esetén szándékoznának elrendelni. Ezt követően lassan lenyugodtak a kedélyek.

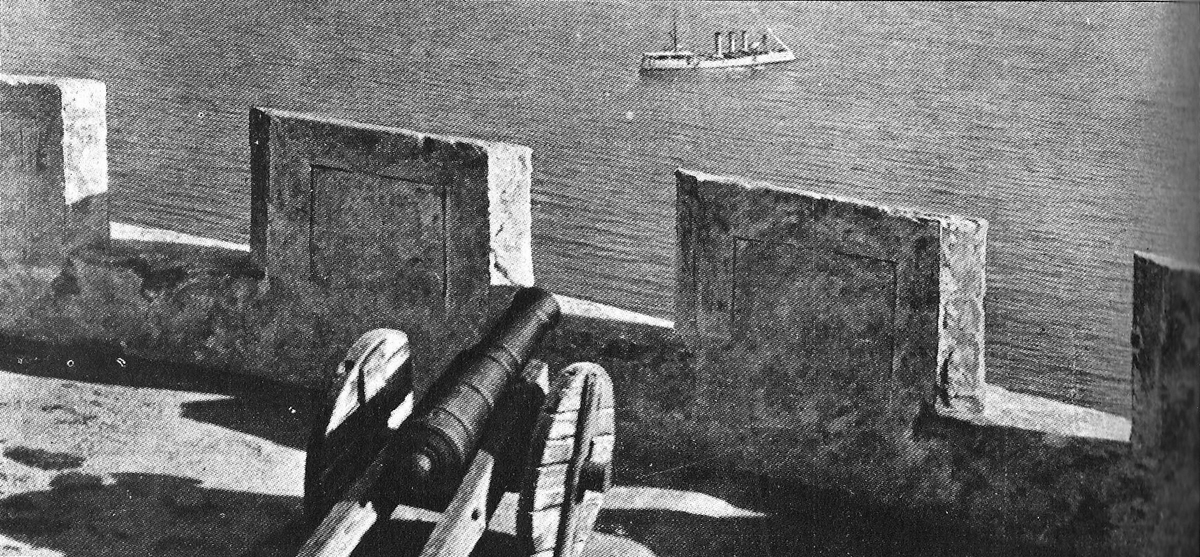
A Berlin cirkáló Agadir előtt (1911)

A németellenes beszéd Angliában is okozott felháborodást bizonyos körökben. Keir Hardie, a brit munkáspárt (Labour Party) képviselője Lloyd George háborúval fenyegető beszédére utalva a külügyminisztérium egyes munkatársainak szellemi épségét vonta kétségbe.
A Panther július 21-ig horgonyzott Agadirban, anélkül, hogy bármiféle akciót végrehajtott volna. Innen Santa Cruzba hajózott tovább, ahol július 25-én szenet vételezett. A hónap végén egy kereskedőkaravánnak álcázott francia katonai alakulat jutott be a városba és a város erődjén, a Kasbahon felvonták a francia zászlót, ami a németekkel korábban megkötött egyezség megszegése volt. Löhlein fregattkapitány, a hátramaradt Berlin cirkáló parancsnoka rádióüzenetben kért további instrukciókat. A válaszban kivárásra (abwarten) utasították. Az ügyet diplomáciai úton rendezték és a francia zászlót bevonták az erődről. A cirkáló egészen 1911. november 28-ig maradt Agadirban. Időközben az Eber ágyúnaszádot is elrendelték Agadirból.

## Marokkó–Kongó-szerződés

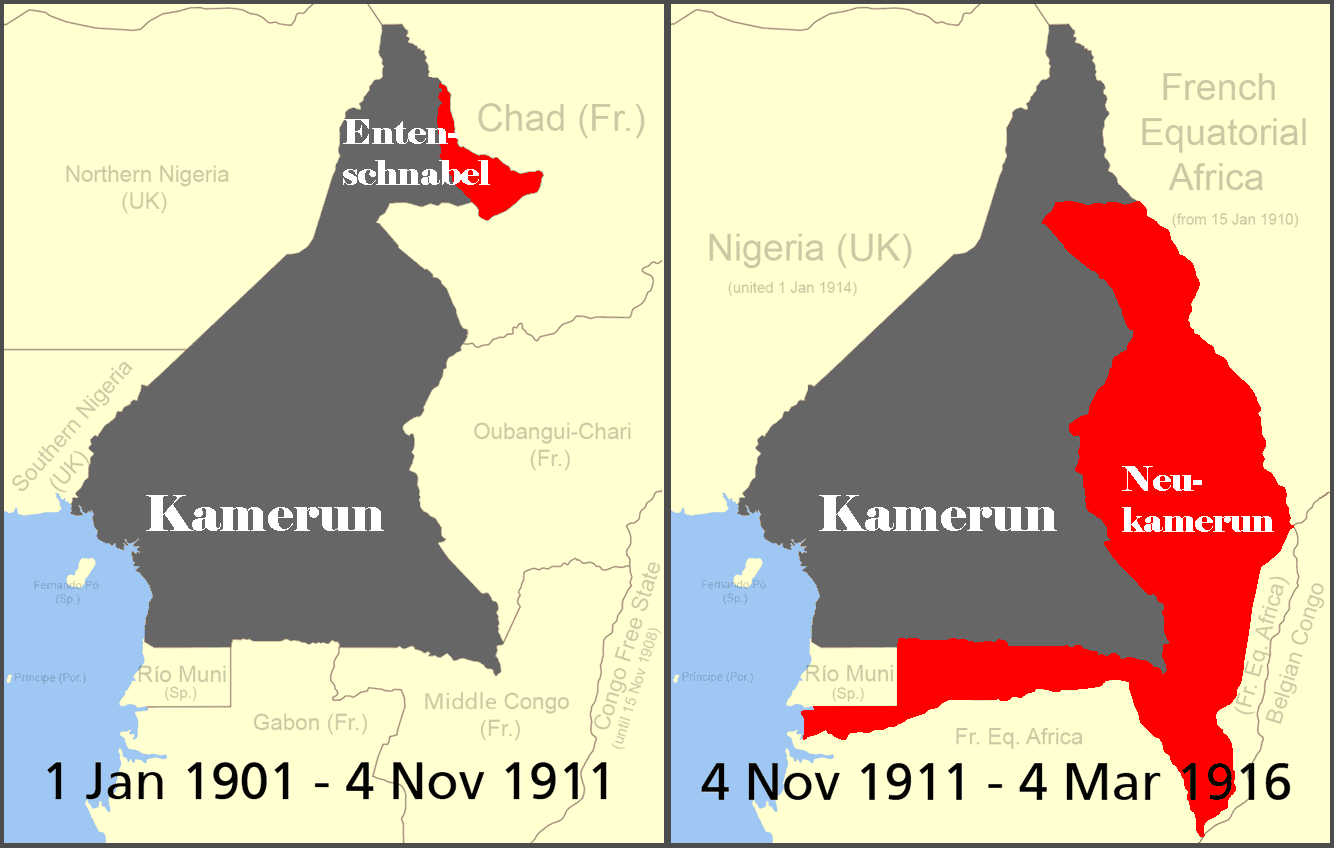
A franciáknak átadott „kacsacsőr” (bal oldalon) és a németeknek adott Új-Kamerun pirossal jelölve (jobb oldalon)

A párizsi német nagykövet még július 7-én tájékoztatta a francia kormányzatot arról, hogy Németországnak nincsenek területi követelései Marokkóban és hajlandó tárgyalni a francia védnökség elismeréséről Francia Kongó térségében adott területi kompenzációkért cserébe. A július 15-én közölt német igények már tartalmazták Francia Kongó teljes területét a Sangha folyótól a tengerig, míg a németek átadták volna Kamerun és Togoland (Togo) északi területeit. Később ezt kiegészítették még Belga Kongó elővásárlási jogának átruházásával.
Augusztus folyamán a német diplomácia lassan alábbhagyott követeléseivel és november 4-én aláírták a német–francia Marokkó–Kongó-szerződést. Ebben Németország elismerte a francia protektorátust Marokkó felett, amiért cserébe Francia Kongó egy 295 000 km²-es darabját kapta meg egymillió lakossal. A Kamerunhoz hozzácsatolt ezen keleti illetve déli területeket Új-Kamerunnak (Neukamerun) nevezték. A területnyereség révén két elefántagyarnak (Elefanten-Stoßzähne) nevezett nyúlvánnyal Német-Kamerun elérte az Ubangi és Kongó folyókat és ezáltal Belga-Kongót is, ami által a belga gyarmat későbbi felosztása során területi igényeket fogalmazhattak meg. Ezenkívül Németország megkapta az elővásárlási jogot Spanyol-Guineára, melyet most már teljes egészében német kézen lévő területek vettek körbe. A Kamerun északi részén lévő „kacsacsőr” egy darabját (12.000 km²) Németország átadta Franciaországnak. A területnyereség csak egy kis része volt annak, amit a német kormányzat meg szeretett volna kapni.

## A szerződés hatása Németországban
A német társadalom nagy részének várakozásaihoz mérten az eredmény egy valóságos katasztrófa volt és „új Olmütz” névvel illették, utalva Poroszország diplomáciai vereségére az 1850-es az olmützi szerződés révén. Mikor a tárgyalások körvonalai már augusztusban kirajzolódtak és nyilvánosságra kerültek, a szabadkonzervatív Die Post így írt: „Ó, csak ezt a pillanatot ne értük volna meg, a kimondhatatlan szégyen e pillanatát, a legmélyebb nemzeti gyalázatot … Hát a régi Poroszság megsemmisült, női nemmé lettünk akiket néhány rasszidegen kereskedő érdekei kormányoznak?”
Még a császárt is eddig hallatlan módon támadás alá vették: „Mi történt a Hohenzollernekkel, akik egykor egy Nagy Választót, egy I. Frigyes Vilmost, egy Nagy Frigyest, egy I. Vilmost adtak? A császár az angol és francia politika legerősebb támasztéka … Fel sem tudjuk ezt fogni … Guilleaume le timide, le valeureux poltron [Vilmos a félénk, a bátor nyusziláb]! Brandenburg megtört szívvel elhalálozott.”
Helmuth von Moltke vezérkari főnök lehangolva jegyezte meg:
„Ha ebből az afférból ismét behúzott farokkal kullogunk el, ha nem tudunk energikus követeléssel kiállni, amit készek vagyunk karddal is kikényszeríteni, akkor kételkedem a Német Birodalom jövőjében. Akkor távozom. Előtte azonban benyújtom a kérvényt a hadsereg feloszlatására és Japán védnöksége alá való helyezésünket, akkor majd zavartalanul tudunk pénzt csinálni és elbutulni.”
A Marokkó–Kongó-szerződés Reichstagban lefolytatott vitája során a nacionalista körök vehemens kirohanásokkal támadták a kormányzatot és Nagy-Britanniát. Ernst von Heydebrand und der Lasa konzervatív politikus szerint a németeket „éjszakai villámcsapásként” érte Lloyd George beszéde, így fogalmazott: 
„A német nép tudja, ha érvényesülni akar ebben a világban, ha meg akarja keresni helyét a Nap alatt, melyhez joga van és rendeltetése kijelölt számára – akkor most tudja, hol találja azt, aki ebben meg akarja akadályozni, aki efelől dönteni akar.”
A társadalom jelentős része jutott arra a következtetésre, hogy Németország csak háború révén terjeszkedhet, ezért pedig azok a felelősök, akik megtagadták tőle a jogos expanzió lehetőségét.
A Reichstagban lefolytatott vita során Bethmann-Hollwegnek az erős kritikák fényében kellett megtartania a védőbeszédét. August Bebel, a Szociáldemokrata Párt elnöke a vitákon élesen lépett fel a nacionalista érzelmek felszítása ellen. Egy esetleges háború következményei között említette a bankok tömeges csődjét, a nyomort, a tömeges munkanélküliséget és az éhínséget. Beszéde végén feltette a kérdést: „Kételkednek Önök ebben?” Jobboldalról a következő választ kapta: „Minden háború után jobb lesz.” Bebel révén egy olyan párt képviselője állt ki a kancellár mellett, akire a politikája nem támaszkodhatott.
A sikeres Marokkó-politikától várt pozitív belpolitikai hatások így elmaradtak és inkább rontottak a politikai környezetet és hozzájárult a kormánypártok gyenge teljesítéséhez az 1912-es választásokon. Marokkó az 1912-es fezi szerződésben elveszítette a szuverenitását és Francia Marokkó néven protektorátust szerveztek a területén.

## Német pénzügyi válság
A válság közepén Németországra pénzügyi válság sújtott le. A tőzsde egyetlen nap alatt 30%-kal esett vissza az emberek pedig megrohamozták a bankokat, hogy a pénzüket aranyra váltsák. A Reichsbank egyetlen hónap alatt aranytartalékainak egy ötödét veszítette el. Az a hír járta, hogy a pénzügyi válság mögött a francia pénzügyminiszter áll. Annak veszélye, hogy az ország az aranystandard rendszerének elhagyására kényszerülhet, szerepet játszhatott abban, hogy a németek mérsékelni voltak kénytelenek a franciákkal folytatott tárgyalásaikon a követeléseiket.

## Európai tüntetések
A második marokkói válság volt az eddigi legveszélyesebb konfliktus az európai hatalmak között. Sokan tisztában voltak egy világháború kitörésének lehetőségével és emiatt számos tüntetést szerveztek. A legtöbb európai városban az emberek tömegesen vonultak az utcákra vagy gyűltek össze a nagy termekben, hogy tiltakozzanak a háborús fenyegetettség ellen. A polgári pacifisták és fegyverkezésellenes liberálisok mellett az európai szociáldemokraták illetve számos országban a szakszervezeti mozgalmak voltak ezek résztvevői. Párizsban rendszeresen tartottak demonstrációkat és gyűléseket. Tüntetőleg meghívták a válságban érintett országok szakszervezeti tagjait és a szociáldemokrata vagy munkáspártjainak képviselőit a gyűlésekre. Nagy-Britannia számos városában is összegyűltek az emberek, hogy a háborús fenyegetettség ellen tüntessenek és itt még a hadsereget is bevetették ellenük. Augusztus 13-án több ezer ember gyűlt össze a Trafalgar Square-en, ahol a már korábban odaérkezett francia munkásokkal közösen tüntettek.
A legnagyobb tüntetésekre Németországban került sor, mely ország az SPD révén a világ legnagyobb szocialista munkáspártjával bírt. A párt vezetősége azonban sokáig nehezen vette rá magát, hogy a konfliktus kapcsán állást foglaljon vagy tüntetésekre hívjon fel és vonakodott attól, hogy a Nemzetközi Szocialista Iroda rendkívüli ülését összehívja. Végül tömeges megmozdulásokat szerveztek Németországban is. Augusztus során számos helyszínen csaknem naponta került sor tüntetésekre. A legnagyobb ezek közül a szeptember 3-ai volt Berlinben, ahol több mint 200.000 ember gyűlt össze a Treptower Parkban a háborús hangulat ellen tüntetni. Ez a demonstráció volt a legnagyobb a második marokkói válság idején Európában megtartott tüntetések közül.

## Emlékezete
- Nyugat-Európában a „Párducugrás” számít az ágyúnaszád-diplomácia legismertebb esetének.
- Oswald Spengler német filozófust és történészt állítása szerint ez a válság ihlette A Nyugat alkonya című művének megírására.
- A háború utáni hivatalos történetírás a második marokkói válságot német háborús fenyegetésként értékeli, annak ellenére, hogy a német külpolitikának nem voltak ilyen szándékai. Hasonlóan téves megítélés alá esett Vilmos császár válság során játszott szerepe is.

## Linkek
- Konstantin Sakkas: Der Panthersprung nach Agadir. Kalenderblatt des Deutschlandfunk vom 19. April 2011.
- Gerd Fesser: Der Panthersprung nach Agadir. In: Zeit Online, 1. Juli 2011.
- Johann Althaus: Als Deutschlands Kanonenboote noch Eindruck machten Welt.de 2015. november 27.